# Matanzas (Kuba)
Matanzas är en provinshuvudstad i Kuba.   Den ligger i provinsen Matanzas, i den nordvästra delen av landet, 80 km öster om huvudstaden Havanna. Matanzas ligger 6 meter över havet och antalet invånare är 146 733.
Terrängen runt Matanzas är huvudsakligen platt. Matanzas ligger nere i en dal. Runt Matanzas är det ganska glesbefolkat, med 47 invånare per kvadratkilometer. Matanzas är det största samhället i trakten. I omgivningarna runt Matanzas växer huvudsakligen savannskog.

## Historia
För sin kulturella och litterära utveckling är Matanzas även känd som "la Atenas de Cuba", spanska för "Kubas Aten". Begreppet myntades år 1860 av Rafael del Villar och nämnda utveckling tar sin början 1813 när staden vid floden Yumurí fick sin första tryckpress. Detta år ses som starten på Matanzas guldålder.